# Miguel Alzamora
Miguel Alzamora Riera (* 17. Februar 1974 in Artà) ist ein ehemaliger spanischer Radrennfahrer, Weltmeister im Zweier-Mannschaftsfahren (1997) und zweifacher Olympionike (2000, 2004).

## Werdegang
Miguel Alzamora wuchs in Artà auf der spanischen Baleareninsel Mallorca auf.

Er wurde 1997 bei den Bahn-Radweltmeisterschaften zum ersten Mal Weltmeister im Zweier-Mannschaftsfahren, gemeinsam mit seinem Landsmann Joan Llaneras. In der Saison 2000 fuhr Alzamora ein Jahr lang für das Straßenradsport-Team Amica Chips-Tacconi Sport. Dreimal wurde er spanischer Meister auf der Bahn und gewann mehrfach Läufe beim Bahnrad-Weltcup.
Zweimal startete Alzamora bei Olympischen Spielen: 2000 bestritt er die Mannschaftsverfolgung und belegte gemeinsam mit Toni Tauler, Isaac Gálvez und José Francisco Jarque Platz zwölf. Bei den Olympischen Sommerspielen 2004 im griechischen Athen wurde er gemeinsam mit Llaneras Sechster.
Heute führt Miguel Alzamora in seinem Heimatort Artà ein Fahrradgeschäft, ist Präsident des Club Ciclista Artanenc und engagiert sich bei der Organisation von Radsportveranstaltungen.(Stand 2016) 

## Erfolge
1997
- Bahnradsport-Weltmeister im Madison (mit Joan Llaneras)

1999
- eine Etappe Cinturón a Mallorca

2000
- Spanischer Meister – Punktefahren

2002
- Spanischer Meister – Scratch

2006
- Spanischer Meister – Scratch